# Edad de Oro del islam

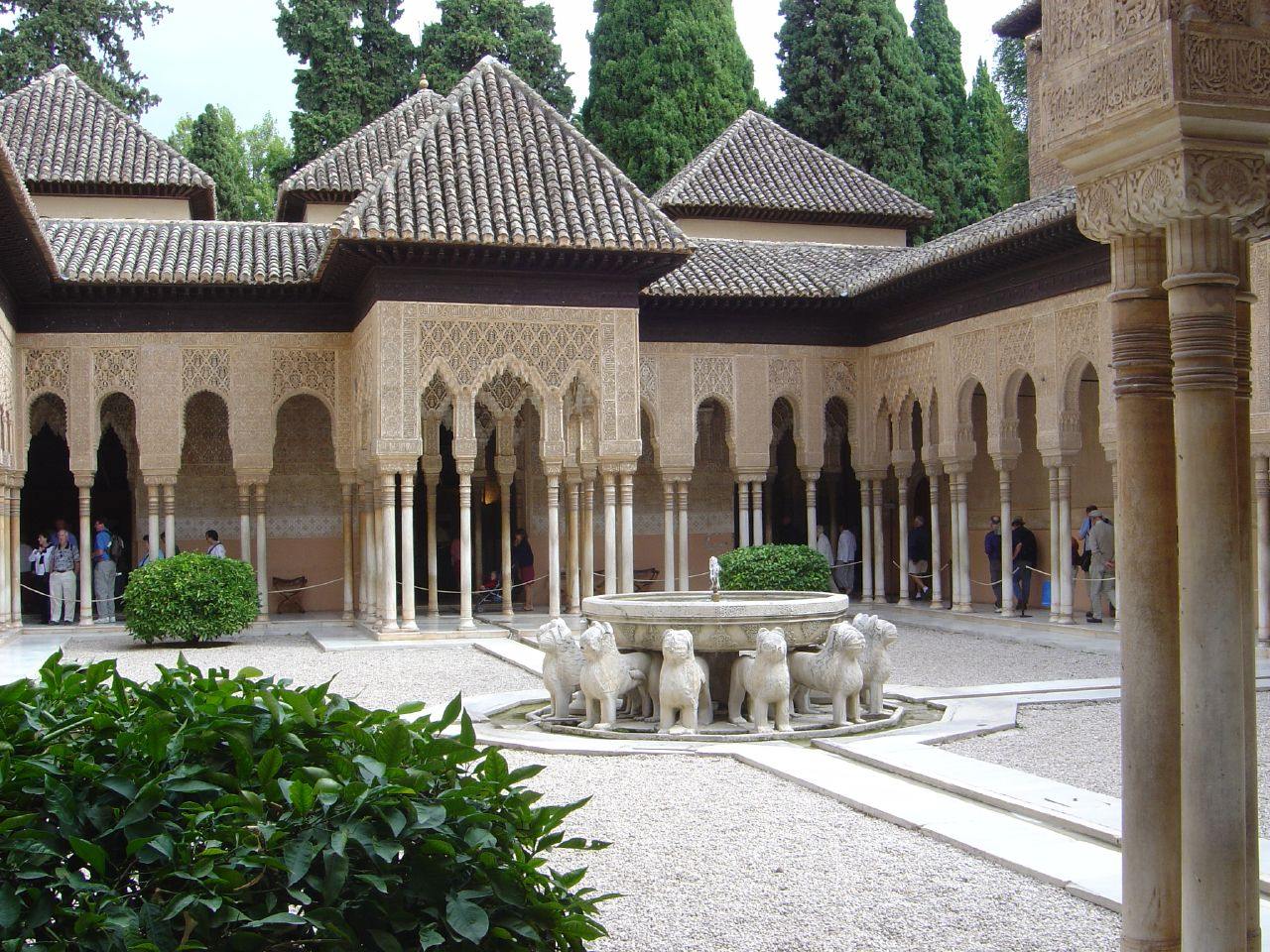
Patio de los leones, en la Alhambra, Granada (España)

La Edad de Oro del islam (en árabe: العصر الذهبي للإسلام‎, lit. 'Al-’Asr al-Dhahabi li-l-Islam'), también conocida como Renacimiento islámico se data comúnmente a partir del siglo VIII hasta el siglo XIII, si bien algunos la extienden hasta el siglo XIV o XV. Durante este periodo, ingenieros, académicos y comerciantes del mundo islámico contribuyeron enormemente en aspectos como las artes, agricultura, economía, industria, literatura, navegación, filosofía, ciencias y tecnología, preservando y mejorando el legado clásico por un lado, y añadiendo nuevas invenciones e innovaciones propias. Los filósofos, poetas, artistas, científicos, comerciantes y artesanos musulmanes crearon una cultura única que ha influenciado a las sociedades de todos los continentes.
La mayoría de expertos suelen poner el fin de la edad de oro islámica en el siglo XIII, con las Invasiones mongolas. Causaron tal devastación en el mundo árabe que la ciencia árabe nunca recuperó su antiguo esplendor. El mejor ejemplo es la destrucción de Bagdad a manos de los mongoles. Al mismo tiempo que Europa se encontraba la Edad Media, se desarrolla la civilización árabe que tiene como principal doctrina el islam.

## Países

El Imperio Islámico bajo los califas.
Expansión bajo el profeta Mahoma, 622-632
Expansión bajo los Califas Ortodoxos, 632-661
Expansión durante la Dinastía Omeya, 661-750.

Durante las conquistas musulmanas de los siglos VII y VIII, ejércitos de nómadas árabes establecieron el Imperio islámico, el mayor imperio que el mundo había conocido hasta el momento (comienzos de la Edad Media). La «edad de oro del islam» comenzó poco después, a mediados del siglo VIII, con la ascensión al poder de los califas abasidas y el traslado de la capital del Imperio desde Damasco a Bagdad. Los Abasidas estaban influenciados por los preceptos del Corán y las tradiciones del Hadiz, cuyos valores se expresan en frases como: "La tinta de los científicos vale tanto como la sangre de los mártires", donde se pone en énfasis el valor del conocimiento.
Durante este periodo, el mundo musulmán se convirtió en el centro intelectual indiscutible de la ciencia, la filosofía, la medicina y la educación, al tiempo que los Abasidas lideraban la causa del conocimiento y establecían la Casa de la Sabiduría en Bagdad. Allí, académicos musulmanes y no musulmanes trataron de recopilar y traducir todo el conocimiento mundial a la lengua árabe. Muchas obras de la antigüedad clásica que de otro modo se hubieran perdido fueron traducidas al árabe para, posteriormente, ser traducidas también al turco, persa, hebreo y latín. Durante este periodo, el mundo islámico fue un caldero de culturas que recolectó, sintetizó y avanzó significativamente en el conocimiento heredado a partir de las culturas de la antigua China, de la India, de Persia, de Egipto, del Norte de África, de la Grecia Clásica y del Imperio bizantino. Dinastías rivales a la Abbasí como los Fatimíes de Egipto y los Omeyas de Al-Ándalus también constituyeron centros intelectuales en ciudades como El Cairo y Córdoba, que rivalizaban con Bagdad.
Una de las mayores innovaciones de este periodo fue el papel (originariamente un secreto celosamente guardado por los chinos de la dinastía Han. El arte de la confección del papel fue obtenido a partir de prisioneros capturados en la Batalla de Talas (751), lo que resultó en la construcción de fábricas de papel en Samarkanda y Bagdad. Los árabes mejoraron la técnica china con el uso de la corteza de morera y el almidón. Los musulmanes también se diferenciaron en el uso de la pluma contra la costumbre china de usar el pincel. Sobre el año 900 existían cientos de establecimientos donde se empleaban a escribas y encuadernadores de libros en Bagdad, y comenzaron a establecerse las primeras bibliotecas públicas, incluyendo las primeras que prestaban libros. A partir de aquí, el uso del papel se propagó hacia el Oeste, hacia Fez y de allí a Al-Ándalus, desde donde sería exportado a Europa en el siglo XIII.
Gran parte de estas enseñanzas en desarrollo pueden enlazarse con la geografía. Incluso anteriormente a la presencia islámica, la ciudad de La Meca servía como centro del comercio en Arabia. La tradición de la peregrinación a La Meca la convirtió en un centro de intercambio de ideas y mercancías. La influencia de los mercaderes musulmanes sobre el comercio África-Arabia y Asia-Arabia fue tremenda. Como resultado, la civilización islámica creció sobre la base de su economía mercantil, en contraste con los cristianos, indios y chinos, quienes construyeron sus sociedades a partir de la nobleza terrateniente agrícola. Los comerciantes musulmanes transportaron sus mercancías y su fe a China, a La India (el subcontinente indio tiene actualmente 230 millones de creyentes musulmanes), y a los reinos del oeste africano, regresando de estos países con nuevas invenciones. Los comerciantes usaron su riqueza para investigar en textiles y plantaciones.
Al igual que los comerciantes, los misioneros sufíes también jugaron un importante papel en la difusión del islam, llevando su mensaje a varias regiones. Estas regiones incluyen: Persia, la antigua Mesopotamia, Asia Central y el Norte de África, aunque el misticismo sufí también tuvo una importante influencia en partes del Este de África, Anatolia (la actual Turquía), el Sur de Asia, el Este de Asia y el Sudeste asiático.

### Humanismo
Muchos pensadores musulmanes del Medievo persiguieron el humanismo, el racionalismo y el discurso científico en su búsqueda de conocimiento, significados y valores. Un amplio espectro de escritos islámicos sobre la poesía amorosa, la historia y la teología filosófica muestran que el pensamiento medieval islámico estaba abierto a las ideas humanistas del individualismo, el secularismo, el escepticismo y el liberalismo.
La libertad religiosa, aunque limitada, ayudó a crear redes interculturales al atraer a intelectuales musulmanes, cristianos y judíos y de ese modo plantar la semilla del mayor periodo de creatividad filosófica de la Edad Media, desde el siglo VIII al XIII.

### La educación superior y las instituciones científicas
Un significativo número de instituciones previamente desconocidas en el mundo antiguo tuvo su origen en el mundo medieval islámico, siendo los más notables ejemplos la biblioteca pública, la universidad para graduados y el observatorio astronómico como instituto de investigación (más que simplemente como un lugar).
Las primeras universidades que entregaron diplomas fueron las bimaristán; hospitales médicos universitarios del mundo medieval islámico, donde se entregaban diplomaturas de medicina a estudiantes de medicina islámica que estaban cualificados para ejercer como doctores en medicina a partir del siglo IX. Sir John Bagot Blugg escribió al respecto:

"En tiempos de Mamun, las escuelas de medicina fueron extremadamente activas en Bagdad. El primer hospital público gratuito fue abierto en Bagdad durante el califato de Harun Al-Rashid. Al desarrollarse este sistema, médicos y cirujanos fueron requeridos para impartir lecciones en la escuela de médicos, y entregaban diplomas a aquellos a los que consideraban cualificados para practicar la medicina. El primer hospital en Egipto fue abierto en 872, y a partir de entonces saltaron a todo lo largo y ancho del Imperio, desde Al-Ándalus (España) hasta Persia (Irán)."

El Libro Guinness de los récords reconoce a la Universidad de Al Karaouine, en Fez (Marruecos), fundada en el año 859 por Fatima al Fihri , como la universidad más antigua del mundo. La Universidad Al-Azhar, fundada en El Cairo (Egipto) en el siglo X, ofrecía una amplia variedad de graduaciones académicas, incluyendo estudios de posgrado, y se considera frecuentemente como la primera universidad completa.
Sobre el siglo X, la ciudad de Córdoba tenía 700 mezquitas, 60.000 palacios y 70 bibliotecas, la mayor de las cuales llegó a tener 600.000 libros. Por entonces, se publicaban anualmente en Al-Ándalus al menos 60.000 tratados, poemas, polémicas y compilaciones. La biblioteca de El Cairo tenía medio millón de libros, mientras se dice que la de Trípoli tenía al menos tres millones de libros antes de ser destruida por los cruzados. El número de trabajos importantes y originales sobre ciencias que ha sobrevivido es mucho mayor que el total combinado de todos los trabajos clásicos griegos y romanos sobre esta materia, que en su tiempo fueron mucho mayores en número, y con los cuales los trabajos árabes tienen una enorme deuda de gratitud. A pesar de ello, solo una pequeña fracción de los trabajos árabes supervivientes ha sido estudiada, y de ésta, solo unos cuantos han sido publicados.
Ciertas propiedades de las modernas bibliotecas fueron introducidas en el mundo islámico, donde las bibliotecas no sólo servían como colección de manuscritos, como era el caso en las antiguas bibliotecas, sino también como bibliotecas públicas y de préstamos; un centro para la instrucción y la difusión de las ciencias y las ideas, un lugar para el encuentro y la discusión, y en algunos casos, un alojamiento para los estudiantes, como un colegio mayor para alumnos. El concepto de «catálogo» dentro de las bibliotecas también fue introducido en las bibliotecas islámicas medievales, donde los libros se organizaban en géneros y categorías.
Otra característica común durante la Edad de Oro del islam fue la gran cantidad de sabios musulmanes, o genios universales; eruditos que contribuyeron a muchos campos distintos del conocimiento. Los sabios musulmanes eran conocidos como «Hakims», y hacían gala de una gran amplitud de conocimientos en muchos campos diferentes del conocimiento, tanto religioso como secular, comparables a posteriores hombres del renacimiento como Leonardo da Vinci. Los sabios académicos fueron muy comunes durante la Edad de Oro del islam, y era raro encontrar a un académico especializado en un solo campo del conocimiento.
El escritor Ziauddin Sardar escribe al respecto:

Los eruditos como al-Biruni, al-Jahiz, al-Kindi, Abu Bakr Muhammad al-Razi, Ibn Sina, al-Idrisi, Ibn Bajja, Omar Jayyam, Ibn Zuhr, Ibn Tufail, Ibn Rushd, al-Suyuti, y miles de otros académicos no fueron una excepción, sino la norma general en la civilización musulmana. La civilización musulmana del periodo clásico fue destacable por el elevado número de eruditos polifacéticos que produjo. Es una muestra de la homogeneidad de la filosofía islámica sobre la ciencia, y su énfasis sobre la síntesis, las investigaciones interdisciplinares y la multiplicidad de métodos.

Otros eruditos musulmanes fueron Ya`far as-Sadiq, Jabir ibn Hayyan, al-Jwarizmi, los hermanos Banū Mūsā, Abbás Ibn Firnás, al-Farabi, al-Masudi, al-Muqaddasi, Alhacén, al-Ghazali, al-Khazini, al Jazarí, Ibn al-Nafis, Nasir al-Din al-Tusi, Ibn al-Shatir, Ibn Jaldún y Taqi al-Din, entre muchos otros.

## Economía
La economía era principalmente el comercio después le seguía la agricultura y de esta la ganadería quienes eran las que constituían que la economía en el imperio funcionara.

### Era de descubrimientos
El Imperio islámico contribuyó de manera significativa a la globalización de la economía durante la Edad de Oro del islam, cuando el conocimiento, el comercio y la economía de muchas regiones y civilizaciones previamente aisladas comenzaron a integrarse gracias a los contactos con los exploradores musulmanes, navegantes, académicos, comerciantes y viajeros. Algunos han llamado a este periodo la «pax islámica» o la «era de los descubrimientos afro-asiáticos», en referencia a los exploradores y comerciantes musulmanes del Sudeste Asiático y el Norte de África, que viajaron por todo el Viejo Mundo, estableciendo la primera economía global a lo largo y ancho de la mayor parte de Asia y África, y gran parte de Europa con sus redes comerciales extendiéndose desde el Océano Atlántico y el Mediterráneo hasta el Océano Índico y e mar de la China Meridional. Esto ayudó en gran parte al establecimiento del Imperio Islámico (incluyendo al Imperio Rāshidūn, el Imperio Omeya, el Imperio Abasida y el Califato Fatimí) como la mayor potencia económica del mundo entre los siglos VII y XIII. Muchas crónicas contemporáneas musulmanas medievales también sugieren que los exploradores musulmanes de Al-Ándalus y el Magreb podrían haber viajado en expediciones a través del Océano Atlántico entre los siglos IX y XIV.

### Revolución agrícola musulmana
La Edad de Oro del islam fue testigo de una transformación fundamental en la agricultura conocida como la «Revolución Agrícola Musulmana», la «Revolución Agrícola Árabe» o la «Revolución Verde». Gracias a la globalización económica establecida por los comerciantes musulmanes a lo largo del Viejo Mundo, se permitió la difusión de muchas plantas y técnicas de cultivo entre diferentes partes del mundo islámico, así como la adaptación de plantas y técnicas de más allá del mundo islámico. Cultivos procedentes de África, como el sorgo, o de China, como los cítricos, y numerosos cultivos de la India, como el mango, el arroz, y especialmente el algodón y la caña de azúcar, fueron distribuidas por todo el territorio islámico, que sin este intercambio comercial no hubiera podido acceder a estos cultivos. Hay quien se refiere a esta difusión de numerosos cultivos como la «globalización de la agricultura», que junto con el incremento de la mecanización de la agricultura, provocó un trascendental cambio en la economía, la distribución de la población, la cubierta vegetal de las tierras, la producción agrícola, la renta, los niveles de población, el crecimiento urbano, la distribución de la fuerza laboral, la industrial auxiliar, la cocina, la nutrición, el vestido, así como otros numerosos aspectos de la vida en el mundo islámico.
Durante la Revolución Agrícola Musulmana, la producción de azúcar se refinó y fue transformada en una gran industria por los árabes, que construyeron las primeras refinerías de azúcar, y las primeras plantaciones. Los árabes y los bereberes difundieron el uso del azúcar por todo el Imperio Islámico desde el siglo VIII.
Los musulmanes también introdujeron el cultivo industrial y el moderno sistema de rotación de cultivos, en el que las tierras podían ser cultivadas hasta cuatro o más veces en un periodo de dos años. Los cultivos de invierno eran seguidos por los de verano, y en algunos casos se producía otro cultivo entre estos. En áreas donde se utilizaban plantas de crecimiento rápido como la espinaca y la berenjena, las tierras podían ser cultivadas tres o más veces en un solo año. En algunas partes de Yemen, el trigo producía dos cosechas anuales en el mismo terreno, al igual que el arroz en Irak. Los musulmanes desarrollaron la agricultura científica, basada en tres elementos principales: sofisticados sistemas de cultivos rotatorios, técnicas de irrigación altamente desarrolladas, y la introducción de una amplia variedad de cultivos que eran estudiados y catalogados de acuerdo con la estacionalidad, el tipo de terreno y la cantidad de agua requerida por estos. Se escribieron numerosas enciclopedias sobre agricultura y botánica, con detalles muy precisos y exactos.

### Economía de mercado proto-capitalista
Durante el califato se produjeron formas iniciales de proto-capitalismo y libre mercado, donde una incipiente economía de mercado y formas iniciales de capitalismo mercantil se desarrollaron entre los siglos VIII y XII, en lo que algunos llaman el «Capitalismo Islámico». Se creó una vigorosa economía monetaria sobre la base del incremento en los niveles de circulación de una moneda estable y de alto valor (el dinar), y la integración de áreas monetarias que eran anteriormente independientes. Los economistas, mercaderes y comerciantes introdujeron nuevas técnicas innovadoras de negocios en este periodo. Estas innovaciones incluían las primeras sociedades anónimas, las tarjetas de crédito, las multinacionales, los contratos, la letra de cambio, el comercio internacional de larga distancia y las primeras sociedades mercantiles (mufawada), como las sociedades limitadas (mudaraba), y formas primitivas de crédito, débito, beneficio, pérdidas, capital (al-mal), acumulación de capital (nama al-mal), tráfico de capital, inversión de capital, fiscalidad, cheques, pagarés, fideicomisos (waqf), compañías de lanzamiento, cuentas de ahorro, cuentas corrientes, empeños, préstamos, tipos de cambio, banqueros, cambistas de moneda, contabilidad, depósitos, cesiones de derechos, contabilidad por partida doble, y pleitos. También se dieron en el mundo islámico medieval organizaciones comerciales similares a las actuales corporaciones, independientes de los estados. Muchos de estos conceptos proto-capitalistas fueron adoptados y posteriormente desarrollados en la Europa medieval a partir del siglo XIII y en adelante.
Los sistemas de contratación de los que dependían los mercaderes eran muy efectivos. Los mercaderes compraban y vendían por una comisión, donde el dinero les era prestado por ricos inversores, o bien se trataba de una inversión conjunta de varios mercaderes que frecuentemente eran de forma indistinta musulmanes, cristianos y judíos. Recientemente se ha encontrado una colección de documentos en una sinagoga egipcia que ofrecen una detallada descripción sobre la vida de los mercaderes medievales del Medio Oriente. Las sociedades comerciales podían estar formadas por muchas empresas asociadas y por lazos de parentesco que permitían establecer redes comerciales a través de enormes distancias. Estas redes se desarrollaron durante esta época, permitiendo el nacimiento de un mundo donde el dinero podía ser prestado por un banco en Bagdad y cobrado en Al-Ándalus gracias al nuevo sistema de cheques que aún hoy perdura. Cada vez que los artículos pasaban por las ciudades a lo largo de esta extraordinadia red, estas ciudades cobraban un impuesto, lo que daba lugar al encarecimiento del producto cuando éste llegaba a su destino. Estas innovaciones hechas por los musulmanes y los judíos fundamentan el actual sistema económico.
Aunque la economía medieval islámica parece estar próxima al proto-capitalismo, algunos académicos también han encontrado cierto número de paralelismos entre la jurisprudencia económica islámica y el comunismo, incluyendo las ideas islámicas del Azaque (la obligación religiosa de ayudar a los pobres) y el Riba (la prohibición islámica de la usura).

### Crecimiento industrial

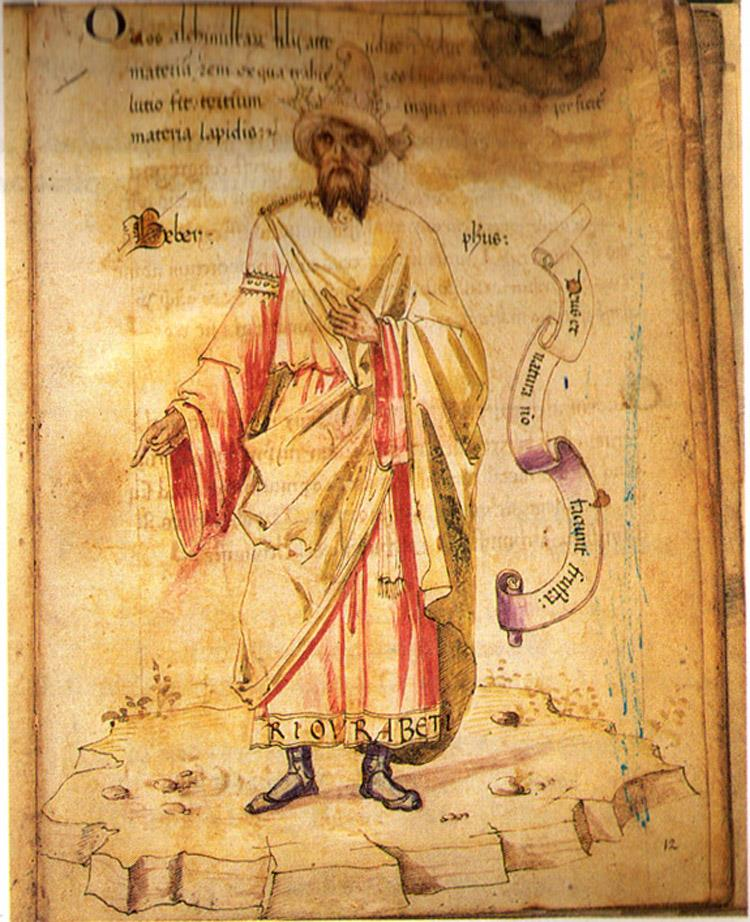
Jabir ibn Hayyan introdujo el método experimental aplicado a la Química, y estableciendo también las bases de la industria química y de los perfumes.

La ingeniería musulmana en el mundo islámico dio lugar a cierto número de innovadores usos industriales de la energía hidráulica, y los primeros usos industriales de la energía mareomotriz, la energía eólica y la fuerza del vapor, del uso de combustibles fósiles como el petróleo, y los primeros grandes complejos manufactureros tiraz. El uso industrial del molino de agua en el mundo islámico data del siglo VII, en tanto que el uso de los molinos hidráulicos, horizontales y verticales, data del siglo IX como mínimo. Esta variedad de molinos industriales fue empleada por primera vez en el mundo islámico, incluyendo los primeros molinos para el abatanado de la lana, la molienda del cereal, el descascarillado del arroz, la fabricación de papel, serrería, prensado, fundición de acero, refinado de azúcar... Para ello se usaron también los primeros molinos impulsados por la marea, así como molinos de viento. Sobre el siglo XI, cada provincia del mundo islámico tenía operativos todos estos tipos de molinos, desde Al-Ándalus y el Norte de África hasta el Oriente Medio y Asia Central.
Los ingenieros musulmanes inventaron también el cigüeñal y la turbina de agua, empleando ruedas en molinos y en máquinas para elevar el agua. Fueron pioneros en el uso de presas hidráulicas para la obtención de energía, usada para suministrar energía adicional a los molinos y a las máquinas elevadoras. Este tipo de avances se usaron para muchos procesos industriales que previamente se llevaban a cabo mediante el trabajo manual, y que a partir de entonces serían mecanizados. La transferencia de estas tecnologías a la Europa medieval influenció en la posterior Revolución industrial.
La revolución agrícola musulmana generó cierto tipo de industrias, incluyendo las primeras agroindustrias, la fabricación de instrumentos astronómicos, cerámica, industrias químicas, tecnologías de destilación, relojes, fabricación de vidrio, maquinaria impulsada por energía hidráulica o eólica, felpudos, mosaicos, papel, perfumería, industria petrolífera, farmacéutica, fabricación de cuerda, transporte de mercancías, construcción de buques, fabricación y transformación de la seda, azúcar, industria textil, distribución de agua, armas, así como la extracción de minerales como azufre, hierro, plomo o la producción de amoníaco. Los primeros grandes complejos industriales tiraz fueron creados para acoger estas industrias, cuyas tecnologías fueron posteriormente exportadas a la Europa medieval, especialmente gracias a las traducciones al latín efectuadas en el siglo XII, así como por otras anteriores y posteriores. Como ejemplo, la primera factoría productora de vidrio en Europa fue fundada en el siglo XI por un artesano egipcio en Grecia. Las industrias orientadas a la agricultura y la artesanía también experimentaron un notable crecimiento durante este periodo.

### Mano de obra
Durante el califato, se empleó una fuerza laboral procedente de diversos entornos religiosos y étnicos, mientras que tanto hombres como mujeres desarrollaban las más diversas ocupaciones y actividades económicas. Las mujeres eran empleadas en un amplio espectro de actividades comerciales y diversas ocupaciones del sector primario (como granjeras, por ejemplo), en el sector secundario (como trabajadoras en la construcción, tintoreras, hilanderas, etc), y en el sector terciario (como inversoras, médicas, enfermeras, presidentas de gremio agentes de valores, traficantes, prestamistas, académicas, etc) Las mujeres musulmanas también tenían el monopolio sobre ciertas ramas de la producción textil.

### Tecnología
Los inventores e ingenieros musulmanes de la Edad Media produjeron un significativo número de invenciones. Entre estos inventores se encuentran Abbás Ibn Firnás, los hermanos Banū Mūsā, Taqi al-Din, y el más notable de estos, Al Jazarí.
Algunas de las invenciones que se creen procedentes de la Edad de Oro del islam son:
- La cámara oscura,
- El ala delta,
- La pastilla de jabón,
- El champú,
- La destilación,
- La licuefacción,
- La cristalización,
- La oxidación de ácidos grasos,
- La filtración,
- Los destilados alcohólicos,
- El ácido úrico,
- El ácido nítrico,
- El alambique,
- El cigüeñal,
- Las válvulas,
- El motor alternativo de pistón como bomba de succión,
- El reloj mecánico alimentado por agua y pesas,
- Los autómatas humanoides programables,
- La cerradura de combinación,
- La guata,
- El arco apuntado,
- El escalpelo,
- La sierra de huesos,
- Los fórceps,
- El hilo quirúrgico,
- El molino de viento,
- La inoculación,
- La variolización contra la viruela,
- La pluma estilográfica,[48]
- El criptoanálisis,
- El análisis de frecuencias
- La vidriera de colores,
- El cristal de cuarzo fundido,
- El cheque,
- El globo celeste,
- Los cohetes explosivos e incendiarios,
- El torpedo,
- Los jardines artificiales.[49]

### Urbanización
Al incrementarse el nivel de urbanización, las ciudades musulmanas comenzaron a crecer de una forma irregular, lo que dio como resultado calles estrechas y serpenteantes, y vecindarios separados por diferentes filiaciones étnicas y religiosas. Estas características se demostraron eficientes para el transporte de mercancías hacia y desde los centros de comercio, al tiempo que respetaba la tan valorada privacidad de la vida familiar islámica. Los suburbios se extendían justo en el exterior del recinto urbano amurallado, desde las comunidades residenciales adineradas hasta las barriadas semi-chabolistas de la clase trabajadora. Los residuos urbanos eran arrojados lejos de la ciudad, al igual que los cementerios que, frecuentemente, eran también refugio para criminales. Cerca de una de las puertas principales de la ciudad musulmana solía ubicarse un centro de oración, donde también se celebraban las ejecuciones públicas. Del mismo modo, los campos de entrenamiento militar solían ubicarse cerca de una de las puertas principales.
Las ciudades musulmanas disfrutaban también de avanzados sistemas de distribución de agua, con alcantarillas, baños públicos, fuentes de agua potable, distribución de agua potable por cañerías, y el uso generalizado de retretes públicos.
En el siglo X, la ciudad de Córdoba disponía de 700 mezquitas, 60.000 palacios y 70 bibliotecas.

## Ciencia
En la historia de la ciencia, la ciencia islámica es la ciencia desarrollada durante la Edad de Oro del islam. Algunos académicos consideran a los científicos musulmanes como los fundadores de la ciencia moderna, por su desarrollo de los primeros métodos científicos y su enfoque empírico, experimental y cuantitativo de las incógnitas científicas. Por este motivo, algunos estudiosos se refieren a este periodo como la revolución científica musulmana. Los logros científicos islámicos abarcaron una amplia gama de áreas temáticas, especialmente la astronomía, las matemáticas y la medicina. Otros temas de investigación científica fueron la alquimia y la química, la botánica y la agronomía, la geografía y la cartografía, la oftalmología, la farmacología, la física y la zoología.
Después de la caída del Imperio Romano, y tras el inicio del oscurantismo Europeo, en Oriente Medio, la filosofía griega pudo encontrar un resurgimiento de la mano del recién creado Califato islámico (Imperio islámico). Con la expansión del islam en los siglos VII y VIII, se produjo un periodo de ilustración islámica que duraría hasta el siglo XV. En el mundo islámico, la Edad Media se conoce como la Edad de Oro del islam, cuando prosperaron la civilización y la sabiduría islámica. A este período dorado de la ciencia islámica contribuyeron varios factores. El uso de una única lengua, el árabe, permitía la comunicación sin necesidad de un traductor. Las traducciones de los textos griegos de Egipto y el Imperio bizantino, y textos en sánscrito de la India, proporcionaban a los eruditos islámicos una base de conocimiento sobre la que construir. Además, estaba el Hajj. Este peregrinaje anual a La Meca facilitaba la colaboración erudita uniendo a las personas y favoreciendo la propagación de nuevas ideas por todo el mundo islámico.
En astronomía, Al-Battani mejoró las mediciones de Hiparco, conservadas a través de la obra de Claudio Ptolomeo conocida como Almagesto. Alrededor del año 900, Al-Batani mejoró la precisión de las medidas de la precesión del eje de la Tierra, continuando de esta forma la herencia de un milenio de mediciones en su propia tierra (Babilonia y Caldea, el área que ahora es Irak).
En física, rescataron la física aristotélica y fueron más allá, sobre todo en el campo de la óptica de la mano del gran Alhacén.
En química, eruditos como Al-Razi utilizaron los trabajos anteriores en medicina, astronomía y matemáticas como cimientos para desarrollar nuevos campos como la alquimia. Algunos ejemplos de los frutos de estas contribuciones son el acero de Damasco. La alquimia árabe resultó ser una inspiración a Roger Bacon y más tarde a Isaac Newton.
En matemática, introdujeron los números arábigos y la inducción matemática. Al-Juarismi dio nombre a lo que ahora llamamos algoritmo y a la palabra álgebra (que procede de al-jabr, el principio del título de una publicación suya en la que desarrollaba un sistema de resolución de ecuaciones cuadráticas).